# Zhejiang Professional F.C.
Zhejiang Professional F.C. este o echipă de fotbal din China. Clubul a fost fondat pe 14 ianuarie 1998, sub numele de Zhejiang Green Town, debutând în a treia ediție a piramidei ligii de fotbal din China în sezonul de campionat din 1999. Pe 23 noiembrie 2000, clubul a cumpărat drepturile de joc pentru Liga Jia a Asociației Chineze de Fotbal, precum și 32 de jucători din prima echipă a lui Jilin Aodong pentru 25 de milioane de yuani. Ulterior, au câștigat promovarea în prima ediție după ce au terminat pe locul doi în sezonul de campionat din 2006, iar cea mai înaltă poziție pe care au terminat-o vreodată este locul trei în sezoanele 2022 și 2023 din Superliga Chineză. Alexandru Mitriță, un fotbalist român apreciat, a fost vândut clubului pentru 3 ani. El a jucat în trecut la F.C. „U” Craiova.
Clubul se află pe locul 7/16 in Super Liga chineză.
Începând cu 21 februarie 2025

## Staff-ul
```
Poziție Personal
Antrenor principal Spania Raúl Caneda
Antrenor secund China Cai Chuchuan
China Shen Kui
Spania Óscar Cano
Șef de echipă China Li Lei
Ofițer de presă China Yang Zheng
Antrenor de portari China Yu Yongzhe
Antrenor de fitness Portugalia Vítor Magalhães
Analist tehnic China Wang Dongliang
Medic de echipă Spania Daniel Saez Irurre
China Weng Hui
Traducător China Chen Shuo
China Tang Mingming
China Yang Zhaoqing
Servicii de echipă China Wang Jian
China Li Zheng
China Huang Ruiqiao
```

## Jucători notabili
- John Jairo Trellez (2001–04)
- Bertin Tomou (2002–03, 2005)
- Argel Fuchs (2007)
- Ng Wai Chiu (2009–10)
- Luis Ramírez (2010–11)
- Kim Dong-jin (2012–13)
- Masashi Oguro (2013)
- Chen Po-liang (2015–19)
- Matthew Spiranovic (2015–17)
- Tim Cahill (2016)
- Roda Antar (2016)
- Sammir (2016)
- Dino Ndlovu (2018–20)
- Nyasha Mushekwi (2019–23)
- Leung Nok Hang (2021–)
- Franko Andrijašević (2021–)
- Jean Evrard Kouassi (2023–)
- Aaron Boupendza (2025)

## Manageri
sezonul[14][15]
```
China Bao Yingfu (22 ian. 1999 – dec. 1999) (antrenor general)
China Zhu Haibo (mai 1999 – dec. 1999)
China Wu Tingrui (dec. 1999 – iul. 2000)
China Zhang Jingtian (18 ian. 2000 – 2000) (antrenor general)
China Zhou Chenggui (iul. 2000 – oct. 2000)
China Gu Mingchang (23 dec. 2001 – 7 iul. 2001)
China Wang Changtai (8 iul. 2001 – 21 iul. 2001) (interimar)
Republica Federală Iugoslavia Goran Kalušević (24 iul. 2001 – 28 aug. 2001)
China Wang Changtai (28 aug. 2001 – 6 oct. 2001) (interimar)
England Bobby Houghton (ianuarie 2002 – 21 iulie 2003)
China Li Bing (21 iulie 2003 – decembrie 2003)
China Wang Zheng (decembrie 2003 – 15 mai 2007)
China Zhou Suian (15 mai 2007 – decembrie 2007)
China Sun Wei (decembrie 2007 – 21 aprilie 2008)
China Zhou Suian (21 aprilie 2008 – 21 septembrie 2009)
China Wu Jingui (21 septembrie 2009 – noiembrie 2011)
Comitetul de echipă (16 octombrie 2011 – noiembrie 2011)
Japonia Takeshi Okada (15 decembrie 2011 – 5 noiembrie 2013)
China Yang Ji (6 noiembrie 2013 – 4 noiembrie 2014)
Franța Philippe Troussier (2 decembrie 2014 – 1 iulie) 2015)
China Yang Ji (1 iulie 2015 – noiembrie 2015)
Coreea de Sud Hong Myung-bo (17 decembrie 2015 – 25 mai 2017)
Bulgaria Zdravko Zdravkov (25 mai 25, 2017 – noiembrie 2017) (îngrijitor)
Spania Sergi Barjuán (26 noiembrie 2017 – 3 iulie 2019)
China Zheng Xiong (3 iulie 2019 – 31 decembrie 2020)
Spania Jordi Vinyals (1 ianuarie 2021 – 31 decembrie 2024)
Spania Raúl Caneda (29 ianuarie 2025)
```

## Recorduri
Cele mai multe puncte marcate în campionat într-un sezon: 74 (Liga Chinei, sezonul 2021)
```
Victorie record: 6–0 împotriva lui Tianjin Lifei (Jia B, 21 aprilie 2001)
Înfrângere record: 0–6 împotriva lui Changchun Yatai (Jia B, 6 octombrie 2001)
Asistență record: 48.000 împotriva lui Shanghai Zhongyuan (Jia B, 19 mai 2001)
Cele mai multe apariții în campionat: Cao Xuan (221)
Cel mai bun marcator: Nyasha Mushekwi (43 goluri)
Cel mai bun marcator al campionatului: Nyasha Mushekwi (42 goluri)
Cele mai multe goluri marcate de un jucător într-un sezon: Nyasha Mushekwi (23 goluri, Liga Chinei, sezonul 2021)
```